# Papa John Creach
Papa John Creach (narozen jako John Henry Creach; 28. května 1917, Beaver Falls, Pensylvánie – 22. února 1994, Los Angeles, Kalifornie) byl americký houslista. Hrál ve skupinách Jefferson Airplane, Hot Tuna, Jefferson Starship, The Dinosaurs a dalších.

## Diskografie

### Sólová
- Papa John Creach (1971)
- Filthy! (1972)
- Playing My Fiddle for You (1974)
- I'm the Fiddle Man (1975)
- Rock Father (1976)
- The Cat and the Fiddle (1977)
- Inphasion (1978)
- Papa Blues (1992)
- Best of Papa John Creach (1994)
- Long Branch Park 1983 (2011)[1]

### Hot Tuna
- First Pull Up, Then Pull Down (1971)
- Burgers (1972)
- Historic Live Tuna (1985)

### Jefferson Airplane
- Bark (1971)
- Long John Silver (1972)
- Thirty Seconds Over Winterland (1973)

### Jefferson Starship
- Dragon Fly (1974)
- Red Octopus (1975)

### Steve Taylor
- I Predict 1990 (1987)

### Ostatní
- Baron Von Tollbooth & the Chrome Nun - Paul Kantner, Grace Slick & David Freiberg (1973)